# Cri du chat
Cri du chat-syndromet, eller kattskriksyndromet, beror på att en liten del av kromosom 5 saknas. Beroende på hur stor del som saknas varierar svårighetsgraden av sjukdomen. Orsaken till att sjukdomen heter Cri du chat (franska för kattskrik) beror på att spädbarn med denna sjukdom ofta har kortare stämband än andra barn, vilket leder till att barnet skriker gällt och entonigt. Med tiden förändras skriket och det blir mer som hos ett friskt barn. 
Sjukdomen kan leda till Intellektuell funktionsnedsättning; det är också vanligt med hjärtfel.
Syndromet beskrevs först av Jerôme Lejeune, fransk barnläkare och genetiker, år 1963.